# Magdalena Schmidt
Magdalena Schmidt, po mężu Jakob (ur. 30 czerwca 1949 w Lauchhammer) – niemiecka gimnastyczka sportowa reprezentująca NRD. Brązowa medalistka olimpijska z Meksyku (1968) w wieloboju drużynowym.

## Osiągnięcia
| Rok                   | Zawody                | Konkurencja           | Konkurencja           | Konkurencja           | Konkurencja           | Konkurencja           | Konkurencja           |
| Rok                   | Zawody                | VT                    | UB                    | BB                    | FX                    | AA                    | Team                  |
| Zawody międzynarodowe | Zawody międzynarodowe | Zawody międzynarodowe | Zawody międzynarodowe | Zawody międzynarodowe | Zawody międzynarodowe | Zawody międzynarodowe | Zawody międzynarodowe |
| --------------------- | --------------------- | --------------------- | --------------------- | --------------------- | --------------------- | --------------------- | --------------------- |
| 1968                  | Igrzyska olimpijskie  | 7 QR                  | 16 QR                 | 58 QR                 | 27T QR                | 29                    | 3                     |